# Лісовиці (Сьредський повіт)
Лісовиці (пол. Lisowice, нім. Onerkwitz) — село в Польщі, у гміні Костомлоти Сьредського повіту Нижньосілезького воєводства.
Населення — 184 особи (2011).
У 1975-1998 роках село належало до Вроцлавського воєводства.

## Демографія
Демографічна структура станом на 31 березня 2011 року:
|          | Загалом | Допрацездатний вік | Працездатний вік | Постпрацездатний вік |
| -------- | ------- | ------------------ | ---------------- | -------------------- |
| Чоловіки | 100     | 25                 | 67               | 8                    |
| Жінки    | 84      | 14                 | 56               | 14                   |
| Разом    | 184     | 39                 | 123              | 22                   |